# マーン・シング2世
マーン・シング2世（ヒンディー語：मान सिंह II, Man Singh II, 1912年8月21日 - 1970年6月24日）は、北インドのラージャスターン地方、ジャイプル藩王国の君主（在位：1922年 - 1947年）。サワーイー・マーン・シング（Sawai Man Singh）とも呼ばれる。

## 生涯

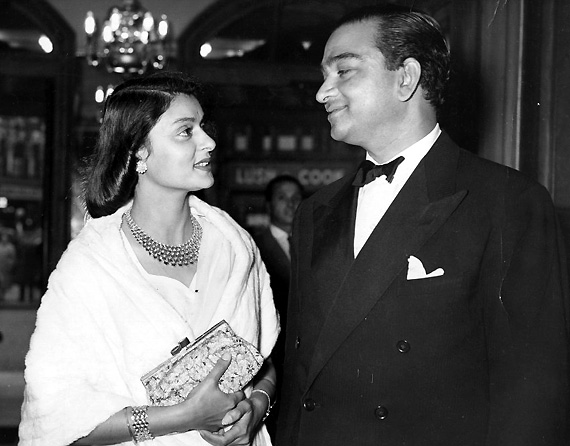
マーン・シング2世とガーヤトリー・デーヴィー

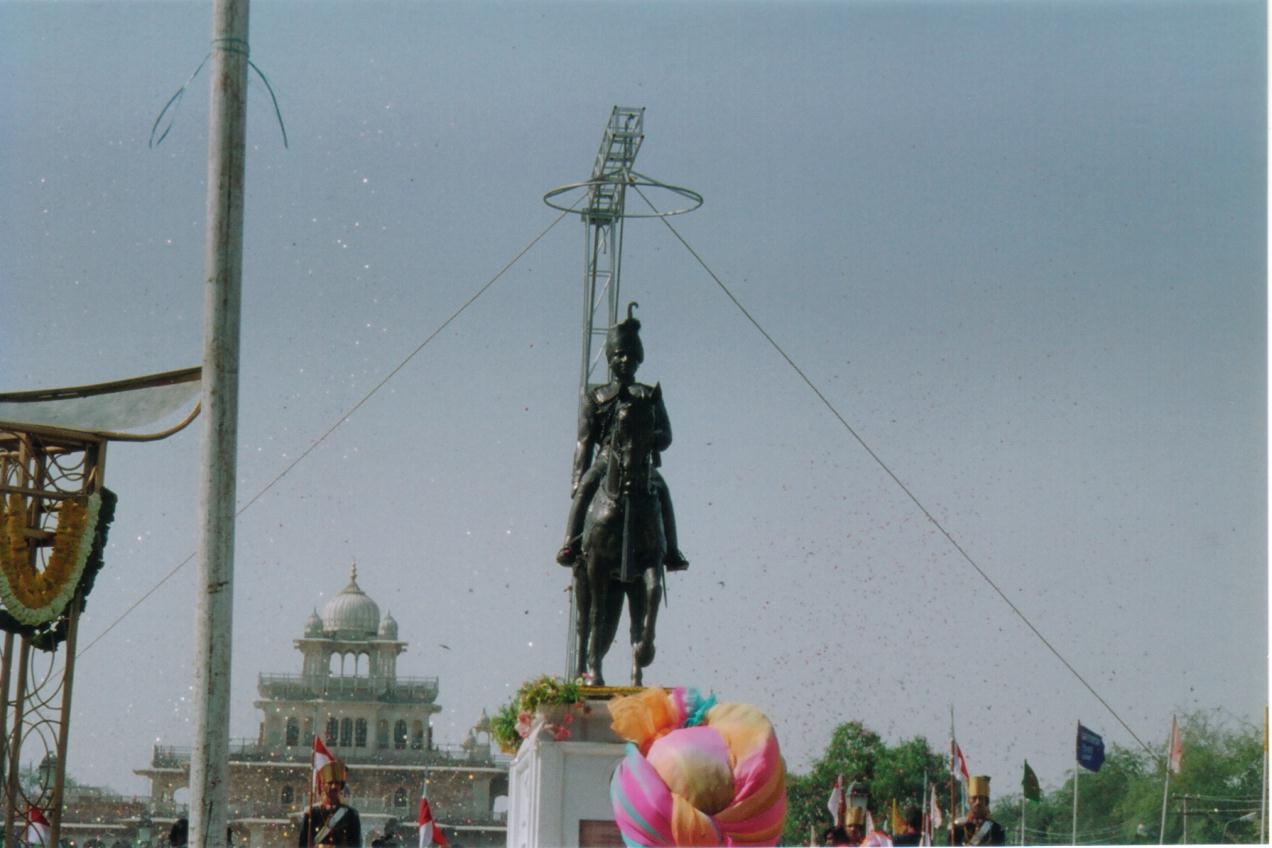
マーン・シング2世の銅像

1912年8月21日、マーン・シングはジャイプル藩王国の一族サワーイー・シング（タークル・サーヒブ）の息子として生まれた。
1921年3月24日、マーン・シングはジャイプル藩王マードー・シング2世の養子となった。
1922年9月7日、マードー・シング2世が死亡し、養子であるマーン・シングがマーン・シング2世として藩王位を継承した。
1940年5月9日、マーン・シング2世はクーチ・ビハール藩王国の王女ガーヤトリー・デーヴィーと結婚した。
1947年8月15日、インド・パキスタン分離独立に際し、マーン・シング2世は帰属先をインドとしていたため、藩王国はインドに併合された。
1970年6月24日、マーン・シング2世はイギリスへ旅行に出かけていたとき、サイレンスターで死亡した。